# Pierre Marcilhacy
Pierre Henri  Marcilhacy,  né le 14 février 1910 à Paris 8e mort le 5 juillet 1987 à Paris 5e, est un homme politique français.
Sénateur de la Charente de 1948 à 1980, il est candidat du Parti libéral européen à l'élection présidentielle de 1965, lors de laquelle il obtient 1,71 % des voix. Il est membre du Conseil constitutionnel de 1983 à sa mort.

## Situation personnelle
Fils de Maurice Auguste Marcilhacy (1878-1951), avocat au Conseil d'État et à la Cour de cassation et de Louise Jeanne Marguerite Marie Rambaud de Larocque, Pierre Marcilhacy, naît à Paris 8e, 36 rue de l'Arcade. Il fait des études de droit et devient, comme son père, avocat au Conseil d'État et à la Cour de cassation.
Son grand-père, Henri Marcilhacy (1840-1928), est le fondateur du magasin "A la Ville des Ternes" au 8-10 avenue des Ternes.
Il se marie à Paris 8e, le 14 décembre 1938 à Gabrielle Sürya van Heutz, ancien mannequin, néerlandaise de naissance, avec qui il a deux enfants, Catherine (née en 1940) et Antoine (né en 1944), il est domicilié à Paris (16e arrondissement) et à Jarnac (Charente).

## Parcours politique

### Débuts
À la fin des années 1930, Pierre Marcilhacy commence son parcours politique au Parti social français (PSF).
Il est candidat pour le Parti républicain de la liberté (PRL) aux élections constituantes de 1946 en Charente, mais n'est pas élu.

### Premiers mandats de sénateur
Sénateur de la Charente à partir de novembre 1948, il siège au sein du groupe des Républicains indépendants puis chez les non-inscrits.
Il est également conseiller général pour le canton de Jarnac de 1979 à 1985 (mandat détenu par sa famille depuis 1850). Il acquiert parmi ses pairs une réputation de juriste qui lui permet, en 1958, d'être élu parmi les six membres destinés à représenter le Conseil de la République au Comité consultatif constitutionnel créé pour participer à l'élaboration de la nouvelle Constitution. Il vote l'avis final transmis mais exprime des réserves, notamment sur le poids donné au pouvoir exécutif. Il s'y prononce contre le cumul des fonctions de ministre et l'exercice d'un mandat parlementaire.
Il participe à la création d’un Comité pour la défense des libertés en 1962.

### Campagne présidentielle de 1965
Au cours de l’année 1964, Pierre Marcilhacy donne une série de conférences et signe des tribunes, sur le thème « l’élection présidentielle et l’avenir du régime ». Il y plaide pour une candidature centriste.
Le 25 avril 1965, il est pratiquement inconnu du grand public lorsqu'il est désigné candidat à l'élection présidentielle par la « Convention nationale libérale », réunissant 310 suffrages contre 167 pour l'avocat d'extrême droite Jean-Louis Tixier-Vignancour. Animée par Jean-Paul David, fondateur du Parti libéral européen, cette convention compte des membres tels que l'avocat Jacques Isorni ou le colonel Roger Trinquier. Des déclarations de Jean-Paul David, qui a également approché Jean Lecanuet et René Blondelle, semblent indiquer qu'il voit dans Pierre Marcilhacy la possibilité d’enclencher une dynamique autour d’un programme libéral, mais que celui-ci pourrait ensuite se désister au profit d’un candidat plus illustre et rassembleur, à savoir Antoine Pinay.
Le Canard enchaîné, qui prend parti pour le socialiste François Mitterrand, raille son manque de notoriété : il publie un jour une colonne blanche prétendant offrir, en exclusivité, la vie de Marcilhacy ; une autre fois une caricature de Lap montre une affiche blanche devant laquelle un quidam déclare : « Comment ? Vous ne le reconnaissez pas ! Mais c'est Marcilhacy. ». Alain Ayache, alors jeune journaliste, lui consacre un livre intitulé Pierre Marcilhacy : Monsieur Y (en référence au surnom Monsieur X, inventé par L'Express lorsqu'il s'agissait de rechercher le meilleur candidat à opposer au général de Gaulle).
Le candidat Pierre Marcilhacy déclare notamment : « Je ne ferai aucune promesse électorale, car vous savez ce qu'elles valent… ». Il fait campagne autour des questions institutionnelles, de « l’antigaullisme constitutionnel » : il promeut un strict respect de la Constitution de 1958, selon lui régulièrement foulée au pied par le général de Gaulle ; cette position reflète l’état d’esprit de l’opposition sénatoriale, qui s’emploie, depuis le début de la Cinquième République, à défendre le parlementarisme traditionnel.
Particulièrement discrète et solitaire, sa campagne se retrouve un temps stimulée par l'accès aux interventions télévisées, pour lesquelles il se révèle vite assez à l'aise. Mais si les sondages indiquent d'abord un léger frémissement en sa faveur puisqu'il passe de 1 % à 3 % selon l'IFOP en novembre – grâce notamment aux électeurs disposant d'un téléviseur –, il retombe à 2 % voire 1,5 % à l'approche du vote.
Pierre Marcilhacy arrive finalement cinquième avec 1,71 % des voix exprimées, évitant la dernière place, laissée à Marcel Barbu (1,15 %), et arrivant loin derrière Jean-Louis Tixier-Vignancour (5,20 %). Son résultat est marqué par un fort ancrage local, avec un score de 11,3 % dans son département d'origine, la Charente.

### Dernières années au Sénat
Par la suite, Pierre Marcilhacy poursuit sa carrière politique au Sénat. Dans la fameuse séance du 28 juin 1971, il fait adopter la question préalable qui rejette la réforme du droit d'association, prélude à la décision historique de cassation de cette réforme par le Conseil constitutionnel. En 1980, il n'est pas réélu au Sénat.

### Membre du Conseil constitutionnel
Il se prononce en faveur de François Mitterrand (ami de sa famille) pour le second tour de l'élection présidentielle de 1981. Après l'élection de celui-ci à la présidence de la République, il siège au sein de la « Commission du bilan », mise en place par le gouvernement de Pierre Mauroy pour établir un « état des lieux » au moment de l'alternance politique de 1981.
En 1983, le président socialiste de l'Assemblée nationale, Louis Mermaz, le nomme membre du Conseil constitutionnel. Pierre Marcilhacy assure cette fonction jusqu'à sa mort, quatre ans plus tard.
Il meurt à Paris 5e le 5 juillet 1987 et est inhumé au cimetière nouveau de Neuilly-sur-Seine.

## Publications
Pierre Marcilhacy est un écrivain, auteur de :
- Les Chouans de la Liberté, Nouvelles Éditions Latines
- Ce que je n'ai pas dit, Éditions Robert Laffont, 1966
- La musique de la Tante Aurèle
- Le lion et la demoiselle sous le pseudonyme de Pierre Debassac[13].
- Arrêtez la machine, Villeurbanne, Mario Mella Editions, 1993, 91 p. (ISBN 2-9506933-2-6) (conte philosophique)
- co-écrit avec Pascal Fontaine, Le Droit pour la Cité. Contribution à une étude du Droit et de la Politique, 1990, 222 pages (mémoire de DEA de droit)